# Ubuntu Mobile
Ubuntu Mobile Internet Device Edition fue una distribución de Ubuntu planeada para correr sobre la plataforma Intel Mobile Internet Device, las cuales serían computadoras móviles basadas en x86 con un procesador Intel Atom processor.
Este usaría GNOME framework Hildon como interfaz básica . Se ejecutaría sobre un Dispositivo Móvil para conectividad a Internet (MID: Mobile Internet Device), que se clasifica como un UMPC (Ultra Mobile Personal Computer, Tableta PC muy pequeño).
Los fabricantes serían capaces de personalizar sus distribuciones, incluyendo programas como Flash, Java, diferentes codecs o sus propios binarios.

## Funcionalidad
De Acuerdo con Canonical, este proveería una experiencia segura hacia servicios de la Web 2.0 tales como: Navegación Web, correo electrónico, multimedia, VoIP, mensajería instantánea, GPS, blogs, TV digital, juegos, contactos, calendarios, un software de actualización simple estará disponible periódicamente. Ubuntu Mobile Edition bastara solamente un dispositivo táctil y un dedo para la navegación.

## Lanzamiento
En junio de 2008, la versión 8.04 de Ubuntu MID fue publicada.
 El desarrollo de la edición de Ubuntu MID se detuvo oficialmente justo después de salir el Alpha 6 de Ubuntu 9.10.